# Alfred Etienne
Ernst Max Alfred Etienne (* 3. März 1885 in Hainichen; † 30. Oktober 1961 in Berlin-Nikolassee) war ein deutscher Verwaltungsjurist. Er war von 1932 bis 1945 Amtshauptmann bzw. Landrat von Grimma.

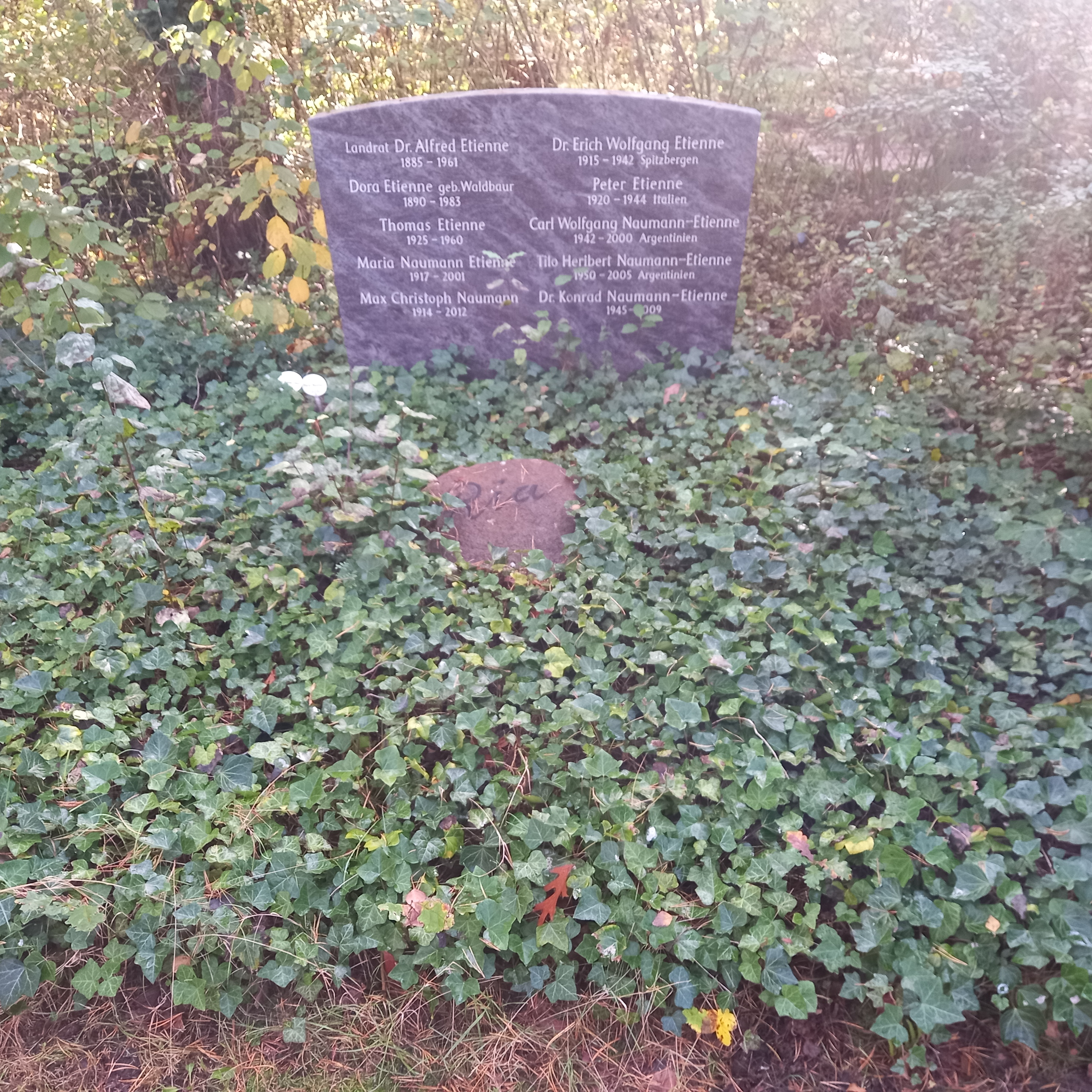
Das Grab von Alfred Etienne und seiner Ehefrau Dora geborene Waldbaur im Familiengrab auf dem Waldfriedhof Zehlendorf in Berlin

## Leben
Etiennes Familie kam aus der französischsprachigen Schweiz, sein Vater war Kaufmann. Nach dem Besuch der Gymnasien in Solothurn und Fulda studierte er Rechtswissenschaften und Volkswirtschaft an der Universität Leipzig. Während seines Studiums wurde er 1905 Mitglied der Burschenschaft Arminia zu Leipzig. 1909 wurde er zum Dr. iur. promoviert. Das Referendariat absolvierte er in Leipzig, Radeberg und Hartenstein. Nach bestandenem Assessorexamen nahm er 1914 als Leutnant der Reserve und Kompanieführer beim 1. Königlich Sächsisches Jäger-Bataillon Nr. 12 am Ersten Weltkrieg teil. 
Etienne wurde 1919 Assessor bei der Amtshauptmannschaft Plauen und war ab 1922 Regierungsrat bei der Amtshauptmannschaft Leipzig. Von 1927 bis 1932 wirkte er als Oberregierungsrat und Kurdirektor von Bad Elster. Von 1932 bis 1943 war er Amtshauptmann bzw. Landrat in Grimma. Dann war er im Zweiten Weltkrieg während der deutschen Besatzung Frankreichs in der Verwaltung eingesetzt. Von 1944 bis 1945 war er wieder als Landrat in Grimma tätig. Am Ende des Krieges beteiligte er sich dort am Volkssturm.

## Ehrungen
- Albrechts-Orden, Ritterkreuz
- Herzoglich Sachsen-Ernestinischer Hausorden
- Österreich-ungarisches Militärverdienstkreuz